# 파키스파이라 펠라기카
파키스파이라 펠라기카(Pachysphaera pelagica)는 클로로덴드론강 클로로덴드론목에 속하는 녹조류의 일종이다. 파키스파이라속(Pachysphaera)의 유일종이다.